# KIO
KIO (KDE Input/Output) é um componente da arquitetura do ambiente de área de trabalho KDE. Ele proporciona acesso a arquivos/ficheiros, páginas da internet e outros recursos através de uma consistente API (Application programming interface). 
Aplicativos, como o Konqueror (escritos utilizando este framework), podem operar em arquivos armazenados em servidores remotos, exatamente da mesma maneira e com as mesmas funcionalidades como se estivessem armazenados localmente.